# Konrad Barde
Konrad Barde, bis 1941 Badziura (* 13. November 1897 in Alt-Rosenberg im Kreis Rosenberg O.S.; † 4. Mai 1945 in Traunstein) war ein deutscher Generalmajor im Zweiten Weltkrieg.

## Leben

### Familie
Konrad war das zweite der sieben Kindern des Jakob Badziura und der Agnes Veronika Widera. Mit Genehmigung des Regierungspräsidenten von Oppeln vom 5. Juni 1941 wurde sein Zuname „Badziura“ in „Barde“ geändert.

### Militärische Laufbahn Erster Weltkrieg
Als Freiwilliger trat Badziura während des Ersten Weltkriegs am 15. November 1916 in das Feldartillerie-Regiment „von Peucker“ (1. Schlesisches) Nr. 6 der Preußischen Armee ein und nahm an den Schlachten an der Somme und bei Verdun teil. Anfang März 1917 folgte seine Versetzung in das neuformierte Feldartillerie-Regiment Nr. 602. Er avancierte bis Mitte Mai 1918 zum Leutnant der Landwehr und war ab dem 9. September 1918 als Nachrichtenoffizier beim Stab der II. Abteilung seines Regiments tätig.
Nach Kriegsende und Demobilisierung wurde Badziura aus dem Militärdienst entlassen. Er schloss sich daraufhin dem als Freikorps tätigen Freiwilligen-Feldartillerie-Regiment Nr. 6 an. Er diente als stellvertretender Abteilungsadjutant und als Batterieoffizier. Nach der Auflösung der Freiformation trat Badziura neun Monate später am 2. September 1921 der Polizei bei.

### Polizeidienst
Er wurde Polizei-Leutnant und Zugführer bei der 4. Hundertschaft in Kreuzberg/Oberschlesien und wechselt am 25. Juni 1922 als Zugführer zur Radfahr-Abteilung in Beuthen O.S. Als solcher wurde er am 14. August 1922 verabschiedet, aber schon wieder am 25. Oktober 1922 reaktiviert und Zugführer bei der 2. Hundertschaft in Oppeln. Zugleich besucht er vom 15. Januar 1924 bis zum 10. April 1924 die Höhere Polizeischule Potsdam-Eiche und wurde am 23. April 1924 zum Leiter des Polizeireviers Mikultschütz ernannt. Seine Beförderung zum Polizei-Oberleutnant fand am 1. Oktober 1924 statt. Am 7. Januar 1927 wechselte Badziura zur Kriminalpolizei nach Hindenburg O.S. und wurde dort am 15. Februar 1927 zum Leiter des Polizeireviers 1 ernannt. Vom 11. bis zum 20. April 1927 versah er seinen Dienst beim Grenz-Polizeirevier in Hindenburg und wurde anschließend Ia-Sachbearbeiter beim Kommando der Schutzpolizei Gleiwitz O.S. Am 1. Dezember 1929 wurde er zum Führer der 4. Bereitschaftspolizei in Hindenburg ernannt. Vier Monate später, am 1. April 1930 erfolgt die Beförderung zum Polizei-Hauptmann. Zeitgleich mit seiner dortigen Tätigkeit, wurde Badziura als Ausbilder in Berlin, als Führer der 4. Bereitschaftspolizei in Hagen eingesetzt und absolvierte verschiedene Lehrgänge in Frankenstein O.S., Eiche und Jüterbog. Außerdem versah er seinen Dienst auf den Truppenübungsplätzen Neuhammer und Döberitz.

### Militärische Laufbahn Zweiter Weltkrieg
Als Führer der 2. Verstärkungs-Hundertschaft in Hindenburg kam Badziura zum Infanterie-Regiment Breslau und trat am 15. Oktober 1935 mit Rangdienstalter vom 1. Mai 1933 als Hauptmann dem Heer bei. Dort versah er seinen Dienst zunächst im Stab des I. Bataillons im Artillerie-Regiment 64 und wurde am 6. Oktober 1936 Batteriechef im Artillerie-Regiment 44. Hier wurde er am 1. Januar 1937 zum Major befördert. Am 1. März 1938 übernahm Badziura das Kommando über die I. Abteilung des Regiments, das der 8. Infanterie-Division unterstellt war. Mit dieser nahm er mit dem Beginn des Zweiten Weltkriegs am Überfall auf Polen und am Westfeldzug teil, bis die Abteilung den Stab zum Aufbau des Artillerie-Regiments 104 abgab, wodurch Badziura am 23. November 1940 das Kommando über die IV. Abteilung des Artillerie-Regiments 104 übernahm. Mit seinem Regiment nahm der am 1. Juli 1940 zum Oberstleutnant beförderte am Unternehmen Barbarossa teil, wobei das Regiment im Rahmen der 102. Infanterie-Division im Mittelabschnitt eingesetzt wurde und in schweren Kämpfen in der Schlacht von Rschew stand. Für sein Wirken erhielt er am 26. Dezember 1941 das Deutsche Kreuz in Gold. Am 26. März 1942 wurde er, nun als Konrad Barde, mit der Führung des Artillerie-Regiments 104 beauftragt, dessen Kommando er (nach seiner Beförderung zum Oberst am 1. April 1942) am 20. Juli 1942 übernahm. Als Regimentskommandeur wurde er am 5. Januar 1943 für die Kämpfe im Frontbogen Rschew mit dem Ritterkreuz des Eisernen Kreuzes ausgezeichnet.
Am 1. Februar 1944 wurde Barde in die Führerreserve versetzt, bekam aber am 7. Juni 1944 den Posten des ArKo 186 und wurde am 19. September 1944 wieder in die Reserve abgegeben. Vom 19. Oktober bis zum 15. November 1944 besuchte er einen Divisionsführer-Lehrgang und versah vom 1. bis zum 29. Dezember 1944 seinen Dienst für Sonderaufgaben beim Reichsführer SS. Am folgenden Tag wurde er mit der Führung des Kommandos über die 338. Infanterie-Division, bzw. am 18. Januar 1945 über die 198. Infanterie-Division beauftragt. Unter gleichzeitiger Beförderung zum Generalmajor übernahm Barde am 1. März 1945 das Kommando über die 198. Infanterie-Division.
Am 20. April 1945 unterschrieb Konrad Barde wegen Feigheit vor dem Feind einen Erschießungsbefehl gegen den Leutnant Alfred Scheffler. Im Morgengrauen des 21. April 1945 wurde Scheffler in Hohenberg erschossen. Am 4. Mai 1945 beging Konrad Barde auf der Flucht in Traunstein Selbstmord. Ein posthum eingeleitetes Ermittlungsverfahren gegen ihn wurde am 30. Mai 1961 eingestellt.